# John R. Rodman Arboretum
El Arboreto John R. Rodman (en inglés: John R. Rodman Arboretum) es un arboreto y jardín botánico de 10 acres (40 000 m²) de extensión, administrado por el Pitzer College, cerca de Claremont, California, Estados Unidos.

## Localización
El arboreto se ubica en el campus del Pitzer College.
John R. Rodman Arboretum, Pitzer College, 1050 North Mills Avenue, Claremont, Los Ángeles county, California CA 96025 United States of America-Estados Unidos de América.
Planos y vistas satelitales.34°6′17.42″N 117°42′18.11″O / 34.1048389, -117.7050306
La entrada es gratuita.

## Historia
El arboretum comenzó su andadura en 1984, cuando el Dr. John R. Rodman, profesor de estudios del Medioambiente, y el Dr. Sheryl F. Miller, profesor de Antropología, junto con otros miembros del equipo de la facultad y estudiantes, se dispusieron a tratar de salvar las especies indígenas de la vegetación que estaba amenazada de desaparición, por la ampliación del campus. Desde el año 1988 el arboreto forma oficialmente parte de la universidad.
El arboreto consta de dieciséis jardines con plantas nativas tolerantes a la sequía dispuestas paisajísticamente. Son plantas en su mayoría de la región de San Gabriel del Sur de California.

## Colecciones
Hay varias colecciones y secciones en el arboreto, tales como:
- David Bloom Garden of Remembrance - dedicado en el 2003 a la memoria de David Bloom 1985.

- Desert Garden (Jardín del Desierto)- ejemplares de la Euphorbia surafricana ‘Sticks on Fire’ y cactus frecuentes en México como la cholla, el Lophocereus marginatus, Opuntia ficus-indica, y Agave salmiana.

- Ellsworth Garden - un jardín sostenible ahorrador de agua nombrado en honor del presidente de la compañía farmacéutica Pitzer Frank Ellsworth; alberga numerosas especies de aloe.

- Eunice Pitzer Wildflower Garden - Eunice Pitzer (1912-92) era una apasionada por el desierto y por las especies silvestres del desierto.

- Farm Project Garden and Orchard (Jardín Experimental del Huerto y la Granja)- un parqueadero hasta que unos decididos estudiantes lo transformaran con martillos perforadores y su trabajo, su pieza central es la « chicken house » (casa del pollo) como ejemplo de agricultura sostenible.

- Grove House Gardens (Jardines del arbolado de la casa) - tres jardines, incluyendo « The Citrus Orchard » el huerto de los cítricos con naranjas sanguíneas ‘Moro’, tangelos, pomelos ‘Oro Blanco’, ‘Dancy’ mandarinas y limones ‘Eureka’; « The Waldo's Garden » con la ceiba brasileña (Chorisia speciosa), Nepeta cataria, plantas base alimenticia de los pájaros y las mariposas, y un estanque; « The Farmworkers Memorial Garden » (2003), una rosaleda en honor del movimiento de los trabajadores asalariados de las granjas.

- Intercultural Garden (Jardín Intercultural)- diseñado por Bob Perry en 1994, con plantas procedentes de China y Asia tales como Ginkgo biloba; Kangaroo paws (Anigozanthus) de Australia y New Zealand; África, Aloe dichotoma; papiros, granados, higueras de Egipto/Oriente Medio; y suculentas del nuevo mundo.

- Medicinal Garden (Jardín de plantas medicinales) - comenzó entre 1998 y 1999, con especies de uso medicinal y culinario utilizadas por diferentes culturas del mundo, incluyendo Agave tequilana; Salvia y Artemisia spp.; hierba limón (Cymbopogon citratus); feverfew (Tanacetum parthenium); etc.

- Outback / Arboretum Natural Area - plantas amenazadas por la expansión del campus, preservando la comunidad de plantas locales con una mezcla de arbustos de costa sagebrush (Artemisia tridentata) y chaparral.

- Ruth Munroe Garden - dedicado a un espíritu guía.

- The Strip (La Tira)- plantas nativas (como Heteromeles arbutifolia) y la amapola o la “planta del huevo frito” (Romneya coulteri).

- Woodlands (Arbolados)- tres bosquetes plantados en unos terrenos que están reclamados, representando a cuatro tipos de arbolados del sur de California : pinos piñoneros, juniperus, Yucca whipplei, Apache plum, los robles en situación de amenaza "robles de Englemann" (Quercus englemanni), encinos de costa (Quercus agrifolia), árboles cottonwood (Populus balsamifera & P. fremontii), grosellas doradas (Ribes aureum), y la palmera de abanico de California (Washingtonia filifera).